# 이한성
이한성(李翰成, 1957년 4월 5일~)은 대한민국의 검사 출신 법조인이며, 제18·19대 국회의원을 지낸 정치인이다.

## 학력
- 호명초등학교
- 예천중학교
- 계성고등학교
- 서울대학교 법학 학사
- 서울대학교 대학원 법학 석사
- 서울대학교 대학원 법학 박사

## 경력
- 제22회 사법시험 합격
- 육군사관학교 교관
- 서울지방검찰청 동부지청 검사
- 대구지방검찰청 경주지청 검사
- 부산지방검찰청 검사
- 서울지방검찰청 검사(고등검찰관)
- 대구지방검찰청 상주지청장
- 부산지방검찰청 울산지청 부장검사
- 대검찰청 검찰연구관
- 대검찰청 중앙수사부3과장
- 서울지방검검찰청 동부지청 형사5부장검사
- 서울지방검검찰청 동부지청 형사6부장검사
- 서울지방검찰청 총무부장검사
- 서울지방검찰청 형사7부장검사
- 대구지방검찰청 김천지청장
- 인천지방검찰청 부천지청 차장검사
- 대구지방검찰청 2차장검사
- 인천지방검찰청 2차장검사
- 인천지방검찰청 1차장검사
- 수원지방검찰청 성남지청장
- 창원지방검찰청 검사장
- 제17대 대통령 취임준비위원회 자문위원
- 제18대 국회의원(2008 ~ 2012 문경시·예천군)
- 국회 예산결산특별위원회 위원
- 국회 법제사법위원회 위원
- 사법제도개선특별위원회 위원
- 한나라당 원내부대표
- 국회 운영위원회 위원
- 국회 국토해양위원회 위원
- 제19대 국회의원(2012 ~ 2016 문경시·예천군)
- 제19대 국회 기획재정위원회 위원
- 제19대 국회 평창동계올림픽 및 국제경기대회 지원특별위원회 간사
- 새누리당 인권위원회 위원장
- 제19대 국회 예산결산특별위원회 위원
- 제19대 국회 법제사법위원회 위원
- 제19대 국회 윤리특별위원회 간사
- 제19대 국회 법제사법위원회 간사
- 새누리당 경북도당 위원장
- 대아티아이(주) 사외이사(2016.11 ~)
- (주)한진피앤씨 사외이사(2016.12 ~ 2017.08)
- 바른정당 입당(2017.02)
- 동원시스템즈(주) 사외이사(2017.09~2019.09)
- 법무법인 위드유 변호사
- 바른미래당 영주·문경·예천 공동지역위원장
- 무소속(~2021.07)
- 국민의힘 복당(2021.07~)

## 생애
한나라당 후보로 2008년 총선에 문경시 예천군 선거구에 공천을 받아 당선되었으며 2012년 총선에서도 같은 선거구에서 공천받았다. 제 20대 총선에서 새누리당 공천에서 탈락하였으며

## 역대 선거 결과
|  | 48.46% |

|  | 53.26% |

|  | 15.94% |